# 津川龍也
津川 龍也（つがわ りゅうや、2000年7月23日 - ）は、日本のプロボクサー。元日本スーパーバンタム級ユース王者。ミツキボクシングジム所属。

## 来歴
2018年4月8日、プロデビュー戦は山田知輝に判定勝ち。
2018年11月18日、西日本バンタム級新人王として、西部日本新人王の藤川祐誠と対戦し、4回0-2（38-38、37-39×2）判定負けでプロ初黒星。
2019年12月22日、西日本スーパーバンタム級新人王として、東軍代表の竹原毅と対戦し、5回3-0（48-47×2、49-46）判定勝ちで全日本新人王獲得。
2022年3月8日、後楽園ホールで開催された「第86回フェニックスバトル」にて日本スーパーバンタム級ユース王者の石川春樹に挑戦し、7回2分44秒TKO勝ちで日本ユース王座獲得に成功。
2024年8月31日、ユース王座を返上。
2024年9月3日、有明アリーナで開催された井上尚弥 対 TJドヘニーの前座で、日本スーパーバンタム級王者の下町俊貴に挑戦し、最終回に左フックからの右でダウンを奪うも、8回0-3（93-96×2、92-97）判定負けで王座獲得に失敗した。

## 獲得タイトル
- 2018年東日本バンタム級新人王
- 2019年全日本スーパーバンタム級新人王
- 第5代日本スーパーバンタム級ユース王座（防衛1=返上）

## 戦績
- プロボクシング - 15戦13勝（9KO）2敗